# موقع الشمس

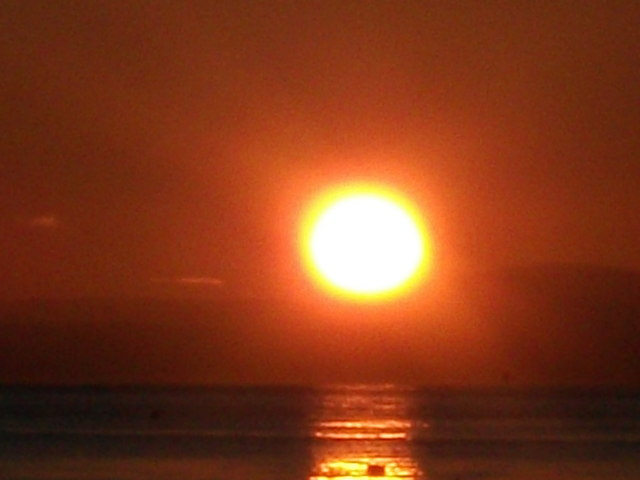
الشمس كما تُرى من لاملاش اسكتلندا (55° 31' 47.43" N, 5° 05' 59.77" W) في 3 كانون الثاني / يناير 2010 في 8:53 صباحا بالتوقيت المحلي

موقع الشمس في السماء هي مسألة كل من الوقت والموقع الجغرافي للمراقبة من على سطح الأرض. مع دوران الأرض حول الشمس على مدار العام، تظهر الشمس بأنها تتحرك بالنسبة إلى النجوم الثابتة على للكرة السماوية على طول مسار مستو يسمى مسار الشمس. دوران الأرض حول محورها يجعل النجوم الثابتة تتحرك عبر السماء بطريقة تعتمد على خطوط العرض للمنطقة التي تتم منها المراقبة. الوقت الذي تعبر فيه نجمة معينة خط الزوال السماوي للمراقب يعتمد على خطوط الطول للمنطقة التي تتم المراقبة منها. للعثور على موقع الشمس عند موقع معين في وقت معين نقوم بذلك في خطوات ثلاث:
1. قم بحساب موقع الشمس في نظام إحداثيات مسار الشمس
2. قم بالتحويل إلى نظام الإحداثيات الاستوائية
3. قم بالتحويل إلى نظام الإحداثيات الأفقي، للوقت والمكان للمراقب المحلي.

هذا الحساب مفيد في علم الفلك والملاحة والمسح والأرصاد الجوية والمناخ والطاقة الشمسية و تصميم المزولة.

## الموقع التقريبي

### نظام إحداثيات مسار الشمس
هذه المعادلات من التقويم الفلكي يمكن استخدامها لحساب الإحداثيات الظاهرية  للشمس والحقبة بدقة تساوي حوالي 0°.01 (36") ، للتواريخ بين 1950 و 2050.
ابدأ بحساب n، وهو عدد الأيام (إيجابية أو سلبية) منذ ظهر غرينتش، بالتوقيت الأرضي في 1 كانون الثاني / يناير 2000 (J2000.0). إذا كنت تعرف التاريخ اليوناني للوقت المطلوب فإن:
{\displaystyle n=\mathrm {JD} -2451545.0}
متوسط خط الطول من الشمس وتصحيحا للزيغ الضوئي:
{\displaystyle L=280.460^{\circ }+0.9856474^{\circ }n}
زاوية وسط شذوذ للشمس (في الواقع للأرض في مدارها حول الشمس، ولكنه من الأسهل التظاهر بأن الشمس هي التي تدور حول الأرض) هي:
{\displaystyle g=357.528^{\circ }+0.9856003^{\circ }n}
ضع {\displaystyle L} و {\displaystyle g} في النطاق من 0 درجة إلى 360 درجة عن طريق إضافة أو طرح مضاعفات 360 درجة حسب الحاجة.
وأخيرا، فإن خط طول مسار الشمس هو:
{\displaystyle \lambda =L+1.915^{\circ }\sin g+0.020^{\circ }\sin 2g}
كما أن خط عرض مسار الشمس هو:
{\displaystyle \beta =0},
وحيث أن خط عرض مسار الشمس لا يتجاوز 0.00033 درجة مئوية أبدا، 
وأن المسافة من الشمس من الأرض بالوحدة فلكية هو:
{\displaystyle R=1.00014-0.01671\cos g-0.00014\cos 2g}.

### الإحداثيات الاستوائية
{\displaystyle \lambda } و{\displaystyle \beta } و{\displaystyle R} موقعا كاملا للشمس في نظام إحداثيات مسار الشمس. هذا يمكن تحويله إلى نظام الإحداثيات الاستوائية عن طريق حساب ميل دائرة البروج، {\displaystyle }والاستمرار بحساب:
المطلع المستقيم:
{\displaystyle \alpha =\arctan(\cos \epsilon \tan \lambda )}
حيث {\displaystyle \alpha } في نفس الربع {\displaystyle \lambda }.
للحصول على المطلع المستقيم في الربع الأيمن على برامج الحاسب الآلي نستخدم وظيفة أركتان الثنائية مثل ATAN2 (y,x)
{\displaystyle \alpha =\arctan 2(\cos \epsilon \sin \lambda ,\cos \lambda )}
و الميل:
{\displaystyle \delta =\arcsin(\sin \epsilon \sin \lambda )}.

### الإحداثيات الاستوائية المستطيلة
في الإحداثيات الاستوائية لليد اليمنى (حيث محور س هو اتجاه الاعتدال الشمسي، ومحور ص 90 درجة في اتجاه الشرق في مستوى خط الاستواء السماوي، ومحور ع يتجه نحو القطب السماوي
)، في صورة الوحدات الفلكية:
{\displaystyle X=R\cos \lambda }
{\displaystyle Y=R\cos \epsilon \sin \lambda }
{\displaystyle Z=R\sin \epsilon \sin \lambda }

### ميل مسار الشمس
في حالة عدم الحصول على ميل مسار الشمس في أي مكان آخر، فإنه يمكن أن يُقرب إلى:
{\displaystyle \epsilon =23.439^{\circ }-0.0000004^{\circ }n}
باستخدام المعادلات أعلاه.

## انحراف الشمس كما يُرى من الأرض

مسار الشمس على طول الكرة السماوية خلال اليوم لمراقب عند 56 درجة شمالا. مسار الشمس يتغير مع حدوث انحراف خلال العام. تقاطعات الخطوط مع المحور الأفقي تظهر السمت بالدرجات من الشمال حيث تشرق الشمس وتغرب في الانقلاب الشمسي في الصيف والشتاء.

### نظرة عامة
تظهر الشمس بأنها تتحرك شمالا خلال الربيع في نصف الكرة الشمالي حتى تتصل بخط الاستواء السماوي في الاعتدال الربيعي في مارس. حيث يصل انحرافها إلى الحد الأقصى ليساوي زاوية الميل المحوري للأرض (23.44 درجة) في انقلاب يونيه، ثم ينخفض حتى يصل إلى الحد الأدنى (-23.44°) في انقلاب ديسمبر، عندما تصبح قيمة انحرافه القيمة السالبة لزاوية الميل المحوري للأرض. هذا الاختلاف هو ما ينتج المواسم.
يشبه خط الرسم البياني لانحراف الشمس خلال عام منحنى الجيب مع مطال يساوي 23.44 درجة إلا أن انحناءة واحدة من المنحنى يساوي عدة أيام أطول من الأخرى مع اختلافات أخرى..

### انكسار الضوء في الغلاف الجوي
عند حساب قيمة الانحراف كما فعلنا أعلاه فإن الحسابات لا تأخذ في عين الاعتبار انكسار الضوء في الغلاف الجوي للأرض. والذي يسبب ارتفاع الزاوية الظاهرية لارتفاع الشمس كما يراها المراقب من على سطح الأرض خاصة في الارتفاعات القليلة للشمس. على سبيل المثال عندما تكون الشمس على ارتفاع 10 درجات فإنها تظهر على أنها على ارتفاع 10.1 درجة.

## معادلة الوقت

معادلة الوقت — فوق المحور ستظهر المزولة سريعة بالنسبة إلى الساعة التي تُظهر الوقت المحلي، وأسفل المحور ستظهر المزولة أبطأ.

بالإضافة إلى تذبذب موقع الشمس الظاهرى السنوي شمالا وجنوبا استجابة للاختلافات في الانحراف المشروحة أعلاه، فإنه هناك تذبذب آخر وإن كان أكثر تعقيدا في اتجاه الشرق والغرب. هذا يحدث بسبب ميل محور الأرض وأيضا بسبب تغيرات في سرعة حركة الأرض الدورانية حول الشمس والتي تنتج عن الشكل البيضاوي لمدار الأرض. الآثار الرئيسية لهذا التذبذب في اتجاه الشرق والغرب هي اختلافات في توقيت بعض الأحداث كشروق الشمس وغروبها وفي قراءة المزولة مقارنة مع الساعة أو التوقيت الذي تظهره الأوقات المحلية. وكما يُظهر الرسم البياني فإن المزولة قد تكون متقدمة أو متأخرة 16 دقيقة مقارنة مع الوقت المحلي. وحيث أن الأرض تدور بسرعة تقريبية تساوي درجة واحدة كل 4 دقائق بالنسبة إلى الشمس فإن هذا الاختلاف في الستة عشر دقيقة يؤدي إلى ميل ناحية الشرق أو ناحية الغرب مقداره أربعة درجات تقريبا في الموقع الظاهري للشمس مقارنة بموقعها التقريبي الفعلي. الميل تجاه الغرب يؤدي إلى تقدم المزولة عن الساعة أو التوقيت المحلي.
ولأن التأثير الرئيسي لهذا التذبذب يخص الوقت فإنه يُطلق عليه معادلة الوقت حيث يوحي استخدام كلمة «معادلة» وجود تصحيح بشكل ما. يتم قياس التذبذب بوحدات الوقت: الدقائق والثواني اعتمادا على نسبة تراجع أو تقدم المزولة على أو خلف الساعة. لذا فإن معادلة الوقت يمكن أن تكون موجبة ويمكن أن تكون سالبة. راجع المقال الرئيسي للحصول على مزيد من المعلومات.

## أنالمة

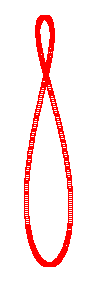
أنالمة مع الانحراف ومعادلة الوقت في نفس النطاق

الأنالمة هو المخطط الذي يظهر الاختلاف السنوي لموقع الشمس على الكرة السماوية نسبة إلى موقعها الفعلي، كما تُرى من مكان ثابت على سطح الأرض. ويمكن اعتبارها صورة للموقع الظاهري للشمس من نفس المكان خلال العام والذي يشبه الصورة هنا. الأنالمة يمكن الحصول عليها بوضع هذه الصورة التي تم التقاطها طوال العام من نفس المكان وفي نفس الوقت كل يوم في صورة واحدة.
يتم رسم الأنالمة كما سيراها مراقب من على سطح الأرض حين ينظر لأعلى. إذا كان الشمال في الأعلى والغرب ناحية اليمين. هذا يحدث عادة أيضا عند تمثيل الأنالمة على كرة أرضية جغرافية حيث تظهر القارات والغرب ناحية اليسار.

## روابط خارجية
- Solar Position Algorithm, at National Renewable Energy Laboratory's Renewable Resource Data Center website.
- Sun Position Calculator, at pveducation.org. An interactive calculator showing the Sun's path in the sky.
- NOAA Solar Calculator, at the NOAA Earth System Research Laboratory's Global Monitoring Division website.
- Sun path calculation and visualization on Android
- NOAA's very accurate declination and sun position calculator (code can be viewed in the Javascript)
- HORIZONS System, at the JPL website. Very accurate positions of Solar System objects based on the JPL DE series ephemerides.
- General ephemerides of the solar system bodies, at the IMCCE website. Very accurate positions of Solar System objects based on the INPOP series ephemerides.
- Solar position in R. Insol package.